# Peter Velhorn
Peter Velhorn (* 24 novembre 1932 à Munich; † 20 juillet 2016) est un footballeur puis entraîneur allemand.

## Carrière

### Le joueur
Issu du club omnisports allemand MTV Munich 1879, Velhorn arrive au Bayern de Munich et joue avec l'équipe B de 1950 à 1952. Il devient cadre avec l'équipe A de 1952 à 1958 - équipe avec laquelle il joue en deuxième division durant la saison 1955/56, l'unique fois où l'équipe est en série B- et joue dans la Ligue du Sud . Il y fait ses débuts le 30 novembre 1952 (lors de la 13e journée) avec une victoire 2 buts à 1 contre le Stuttgarter Kickers dans le Grünwalder Stadion. Il inscrit son premier but dans la plus haute division allemande de l'époque le 14 décembre 1952 (15e journée) lors de la victoire 3 à 0 de son équipe contre le BC Augsbourg (1-0 à la 27e minute) 
Lors de la saison 1958/59, il est transféré à Rot-Weiss Essen qui joue alors dans la Ligue de l'Ouest et joue sa première saison aux côtés d'Helmut Rahn, le champion du monde 1954. Après une deuxième saison à Essen, il rejoint en 1960 le club de deuxième division KSV Hessen Kassel, avec lequel il parvient à inscrire 17 buts en 32 matchs et contribue ainsi à la montée du club en Ligue du Sud. 
Il part en Autriche pour terminer sa carrière dans le club du SK Austria Klagenfurt. Il y joue deux saisons et contribue à la montée de son équipe en Ligue nationale, la plus haute division autrichienne.

### L'entraîneur
Il exerce le métier d'entraîneur à partir de 1965, en s'occupant d'abord du SK Austria Klagenfurt. Il prend ensuite en charge huit autres clubs allemands et autrichiens jusqu'en 1980.

## Palmarès
- Vainqueur de la Coupe d'Allemagne en 1957
- Vainqueur de la Ligue régionale autrichienne en 1965

## Autres
Velhorn a géré un court de tennis après sa carrière d'entraîneur jusqu'en 1995.